# Rio Caçador Grande
O rio Caçador Grande é um curso de água do estado de Santa Catarina, no Brasil. 